# Châtenoy-le-Royal
Châtenoy-le-Royal és un municipi francès situat al departament de Saona i Loira, a la regió de Borgonya - Franc Comtat.